# Equus insulatus
Equus insulatus es un mamífero perisodáctilo extinto de la familia Equidae y del género Equus que vivió en el Pleistoceno de América del Sur. Su tamaño era inferior al caballo doméstico actual.

## Distribución
Esta especie habitó en Tarija, Bolivia, y en el río Chiche, en el altiplano andino de Ecuador.

## Características
Equus insulatus es una especie robusta, de tamaño mediano, con cráneo más grande que H. andium, con la región preorbital estrecha, y algo deprimida, pero menos que H. andium. La flexión craneal es prominente entre la caja craneana y el rostro. La cresta nucal está extendida posteriormente hasta los cóndilos occipitales. El meato auditivo externo está situado muy cerca de la fosa glenoidea.

## Hábitos y causas de su extinción
Seguramente habitaban en espacios abiertos de estepas, praderas, o sabanas, en pequeños grupos que pastarían siempre atentos al peligro que representaban los variados predadores carnívoros. Su dieta era herbívora.
Vivió hasta el final del Pleistoceno o el Holoceno temprano, por lo que convivió durante algunos milenios con las primeras oleadas humanas llegadas a América del Sur, es decir los primitivos amerindios. Estos, según los especialistas, ejercieron una presión cazadora que podría haber afectado su equilibrio poblacional, lo que podría ser una de las causas de su extinción.

## Taxonomía
Equus insulatus fue descrita originalmente por Carlos Ameghino en el año 1904. El holotipo es un M3 superior derecho que depositó con la sigla 1703 en el Museo Argentino de Ciencias Naturales Bernardino Rivadavia de la ciudad de Buenos Aires, aunque se ha perdido.
Esta especie integra el género Equus, y dentro de él, el subgénero Amerhippus, el cual agrupa a las 5 paleoespecies de dicho género que vivieron en el Pleistoceno de América del Sur.
Este taxón intermedio fue creado primeramente como género por el paleontólogo francés Robert Hoffstetter en el año 1950. Dos años después, en 1952, lo transfiere como subgénero de Equus.
El biocrón de este subgénero cubre el lapso Ensenadense-Lujanense. Se distribuyó desde Colombia hasta la provincia de Buenos Aires, en el centro de la Argentina.